# Olegário Benquerença
Olegário Manuel Bartolo Faustino Benquerença (Batalha, 18 oktober 1969) is een Portugese voetbalscheidsrechter. Benquerença floot elf wedstrijden in de Champions League en elf wedstrijden in de UEFA Cup/Europa League (kwalificatie niet meegeteld). Hij floot wedstrijden op het Wereldkampioenschap voetbal 2006, Europees kampioenschap voetbal 2008 en het Wereldkampioenschap voetbal 2010. Op 25 januari 2004 was hij de scheidsrechter die de Hongaarse speler Miklós Fehér een gele kaart gaf vlak voor diens dood.

## Statistieken
| evenement                        | wed | Kreeg geel | Kreeg voor de tweede keer geel en dus rood | Weggestuurd |
| -------------------------------- | --- | ---------- | ------------------------------------------ | ----------- |
| Wereldkampioenschap voetbal 2010 | 2   | 10         | 0                                          | 1           |
| Totaal                           | 2   | 10         | 0                                          | 1           |